# Награда „Константин Величков“
Наградата „Константин Величков“ се връчва за постигнати високи резултати в професионалната дейност и за принос в развитието на българското образование.

## Награда „Константин Величков“

### Учредяване
Призът „Константин Величков“ е учреден през 2005 г. и традиционно се дава по случай Деня на народните будители. Наградата е израз на уважението, признателността и благодарността към приноса на съвременните будители, чиято мисия е да съхранят и предадат делото и възрожденския дух на предшествениците, да запазят вечния стремеж на българина към знание и да възпитат знаещи и можещи млади хора.

### Церемония по награждаване
В навечерието на Деня на народните будители Министерството на образованието и науката присъжда наградата „Константин Величков“ на учители от различни културно-образователни области и от различни етапи и степени на образование в следните категории:
- Работа с изявени и даровити деца и ученици;
- Методическа, творческа и иновативна дейност;
- Работа с деца със специални образователни потребности (СОП);
- Възпитателна дейност, работа с родителите и обществеността, извънкласни занимания.

### Регламент
Началниците на регионалните управления на образованието номинират по един учител от детски градини, училища и обслужващи звена във всяка категория за удостояване с наградата. Комисия разглежда предложенията и ги прецизира в съответствие с критериите, заложени за съответната категория. Наградата се връчва по решение на Министъра на образованието и науката.